# Goniostemma punctatum
Goniostemma punctatum és una espècie planta que pertany a la família de les Asclepiadaceae. És un endèmic a la Xina.